# Griffith Hughes
Pour les articles homonymes, voir Hughes.
Griffith Hughes est un naturaliste britannique, né en 1707 à Tywyn et mort en 1758.
Il fait ses études au St John's College d’Oxford, il obtient en 1729 son Bachelor of Arts et son Master of Arts. Il devient membre de la Royal Society en 1748.
Il est notamment l’auteur de Natural History of Barbados (1750) et d’autres articles. Il est le premier à utiliser le terme de fièvre jaune.